# سالفاليون
بلدية سالفاليون (بالإسبانية: Salvaleón)‏, هي إحدى بلديات مقاطعة بطليوس, التي تقع في منطقة إكستريمادورا, والتي تقع في غرب إسبانيا.
يبلغ عدد سكانها 2.177 نسمة وفقاً لإحصائية سنة (2002).